# ألكسندر نيكوليتش
ألكسندر نيكوليتش مواليد 28 أكتوبر 1924 في سراييفو - الوفاة 12 مارس 2000، كان لاعب كرة سلة صربي أصبح مدرباً بدأ مسيرته الاحترافية في سنة 1945. بلغ طوله 5 قدم 8 بوصة (1.7 م). اعتزل اللعب في 1951. دخل في قاعة نايسميث التذكارية لمشاهير كرة السلة سنة 1998. دخل قاعة مشاهير الاتحاد الدولي لكرة السلة في 2007.

## الميداليات
| الميدالية | المسابقة                         |
| --------- | -------------------------------- |
| ذهبية     | بطولة كأس العالم لكرة السلة 1978 |
| فضية      | بطولة كأس العالم لكرة السلة 1963 |
| ذهبية     | بطولة أمم أوروبا لكرة السلة 1977 |